# Бичок-цуцик каспійський
Бичок-цуцик каспійський (Proterorhinus semipellucidus) — вид риби з родини бичкових (Gobiidae).
Описаний по єдиному екземпляру з гирла річки Карасу, біля Горгану, Іран. Мешкає в прісних водах каспійського басейну. Є звичайним видом в пониззі Волги.
Цей вид відзначений як вид-вселенець в верхній і центральній течії Волги, річці Москві, ряді водосховищ волзького басейну, окремі випадки відзначені в середній течії Дона. Знайдений в пониззі Неви та Фінській затоці бичок, відзначений як Proterorhinus marmoratus, ймовірно також є вселенцем з волзького басейну. Цей вид є єдиним представником понто-каспийської фауни, що перейшов 56° північної широти.